# Asambleas del Partido Republicano de 2008 en Guam
Las asambleas republicanas de Guam de 2008 fueron el 8 de marzo de 2008. John McCain obtuvo a todos los delegados, que totalizan 6.

## Resultados
| Candidato     | Votos | Porcentajes | Delegados |
| ------------- | ----- | ----------- | --------- |
| Mike Huckabee | 0     | 0.0%        | 0         |
| John McCain   | 0     | 100.0%      | 6         |
| Ron Paul      | 0     | 0.0%        | 0         |
| Total         | 0     | 100.0%      | 6         |